# Nurbol Zhumaskaliyev
Nurbol Zhumaskaliyev (em cazaque-cirílico Нұрбол Жұмасқалиев) é um futebolista cazaque capitão do FC Tobol.

## Início de Carreira
Aos 11 anos ingressou no FC Naryn , clube criado para formar talentos do Cazaquistão. Seu primeiro técnico foi Talgat Nurmagambetov. Nurbol começou sua carreira no FC Akzhayik e jogou no FC Zhetysu na próxima temporada. 

### Tobol
Em 2000 Nurbol se transefriu pro FC Tobol, onde mais tarde se tornaria capitão. Ele já marcou 4 gols em competções européias.

### Estatísticas da Carreira
Atualizado em 1 de janeiro de 2009
| Temporada | Time        | País        | Liga           | Divisão | Partidas | Gols |
| --------- | ----------- | ----------- | -------------- | ------- | -------- | ---- |
| 1998      | FC Akzhayik | Cazaquistão | Premier League | 1       | 13       |      |
| 1999      | FC Zhetysu  | Cazaquistão | Premier League | 1       | 24       |      |
| 2000      | FC Tobol    | Cazaquistão | Premier League | 1       | 22       | 9    |
| 2001      | Tobol       | Cazaquistão | Premier League | 1       | 30       | 12   |
| 2002      | Tobol       | Cazaquistão | Premier League | 1       | 21       | 4    |
| 2003      | Tobol       | Cazaquistão | Premier League | 1       | 30       | 16   |
| 2004      | Tobol       | Cazaquistão | Premier League | 1       | 36       | 19   |
| 2005      | Tobol       | Cazaquistão | Premier League | 1       | 22       | 9    |
| 2006      | Tobol       | Cazaquistão | Premier League | 1       | 28       | 14   |
| 2007      | Tobol       | Cazaquistão | Premier League | 1       | 27       | 9    |
| 2008      | Tobol       | Cazaquistão | Premier League | 1       | 28       | 12   |
| Total     |             |             |                |         | 281      | 104  |

## Carreira na Seleção
Com 20 anos de idade, Nurbol jogou sua primeira partida pela seleçã nacional, no dia 16 de Outubro de  2001 eum amistoso diante da Estonia. Ele foi deixado no banco durante as eliminatórias da Copa do Mundo de Futebol de 2006 , na reserva de Ruslan Baltiev , mas reconquistou seu lugar após a contusão de Ruslan Baltiev.

## Prêmios
- 2003, 2005 Federação de Futebol do Cazaquistão "Melhor Jogador do Ano"

com Tobol
- Vencedor da Copa Intertoto: 2007
- Vice-campeão Cazaque: Super Liga Cazaque 2003, Super Liga Cazaque 2005, Super Liga Cazaque 2007, Super Liga Cazaque 2008
- Vencedor da Copa do Cazaquistão: Copa do Cazaquistão 2007